# Мария Анжуйская
Мария Анжуйская (14 октября 1404 — 29 ноября 1463) — королева Франции, жена короля Франции Карла VII (с 18 декабря 1422 года).
Дочь короля Неаполя Людовика II и Иоланды Арагонской. После того, как Париж открыл ворота Бернару д’Арманьяку и его армии, 18 декабря 1413 года королева Изабелла Баварская заключила брачный союз от имени своего младшего сына, которому в то время исполнилось десять лет, с Марией Анжуйской. Тогда же она согласилась на то, чтобы её младший сын был увезён из Парижа. Как полагают исследователи, разделяющие враждебное отношение к королеве Изабелле, она пыталась таким образом избавиться от нелюбимого сына. В то же время, защитники её репутации считают, что ею двигало желание уберечь младшего сына от опасностей, которые могли бы подстерегать его в мятежном Париже.

## Дети
Она родила Карлу VII четырнадцать детей:
- Людовик (3 июля 1423 — 30 августа 1483), будущий король Людовик XI;
- Радегунда (ок. 1425 — 19 марта 1444), была помолвлена с Сигизмундом Габсбургом;
- Жан (родился и умер 19 сентября 1426 года);
- Екатерина (ок. 1428 — 30 июля 1446), замужем за Карлом Смелым;
- Жак (1432— 2 марта 1437);
- Иоланда (23 сентября 1434 — 28 августа 1478), замужем за Амадеем Савойским;
- Жанна (1435—1482), замужем за Жаном II Добрым;
- Филипп (4 февраля 1436 — 11 июня 1436);
- Маргарита (май 1437 — 24 июля 1438);
- Жанна (7 сентября 1438 — 26 декабря 1446), сестра-близнец Марии;
- Мария (7 сентября 1438 — 14 февраля 1439), сестра-близнец Жанны;
- Мария (род. 1441), умерла в юности;
- Мадлен (1 января 1443 — 21 января 1495);
- Карл (28 декабря 1446 — 24 мая 1472), герцог Беррийский в 1461—1465, герцог Нормандский в 1465—1469, герцог Гиеньский с 1469.